# Günter Dämpfling
Günter Dämpfling (* 11. November 1956 in Moorenbrunn) ist ein ehemaliger deutscher Fußballspieler.

## Karriere
Günter Dämpfling schaffte mit der A-Jugend Mannschaft des 1. FC Nürnberg den Sprung ins Finale der deutschen A-Jugend Meisterschaft. Im Finale traf Dämpfling mit seinen Mannschaftskollegen wie Horst Weyerich, Klaus Müller, Reiner Kraus und Helmut Steuerwald auf die Mannschaft des 1. FC Köln. Dämpfling trat in der 63. Spielminute gegen den Kölner Torhüter Wolfgang Mattern zum Foulelfmeter an. Dämpfling traf, Nürnberg ging 1:0 in Führung und brachte die Führung über die restliche Zeit. Nürnberg war A-Jugend-Meister 1974.
Aus der Jugend schaffte Dämpfling den Sprung in die Profimannschaft des Clubs, in seiner ersten Saison spielte er achtmal und wechselte dann für eine Saison zum Ligarivalen Jahn Regensburg, um dann nach Nürnberg zurückzukehren. Er blieb beim Club bis 1980, war durchgängig Ergänzungsspieler und war am Aufstieg in die Bundesliga in der Saison 1977/78 sowie am sofortigen Abstieg beteiligt. Die nächsten fünf Jahre spielte er in der 2. Bundesliga, drei beim SC Freiburg und zwei bei Hannover 96. Danach wechselte er ins Amateurlager zum FSV Bad Windsheim.